# Csegely (építészet)

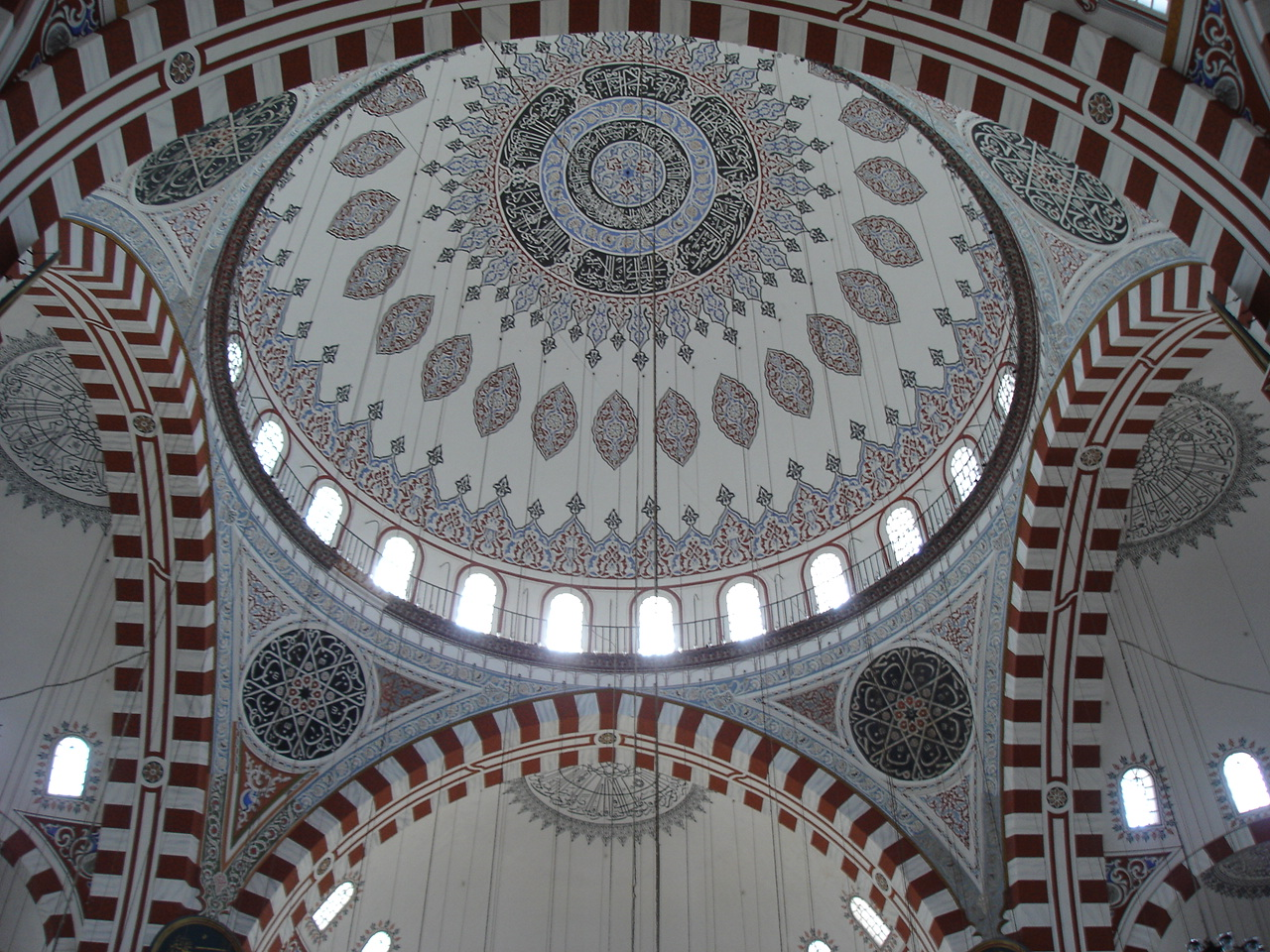
Az isztambuli Şehzade-mecset kupolarészlete
A piros-fehér csíkozású homlokívek és az ablaksoros kupoladob koronázta kupolatalpkör között láthatóak a gazdagon díszített, gömbháromszög csegelyek

A csegely (pendentif) az építészetben gömbháromszög alakú boltozati elem, amely négy- vagy sokszög alaprajzú tér fölé épített kupola kör vagy ellipszis alaprajzából szerkezetileg átvezet a sokszögbe. Statikai jelentősége, hogy a kupola súlyát a négy vagy több sarokban kiképzett csegelyek hordják; átvezetik a terhelést a falakra vagy a gyakran alájuk falazott pillérekre.

## A szó eredete
A csegely szó cseg- alapszava a feltételezések szerint finnugor örökség, s a régiségben ’ék’, illetve a székely tájnyelvben ’ék alakú földdarab’ jelentésben élt. Mint építészeti műszó, 1858 óta adatolható.

## Története
Az ókorban csak az álboltozatos kupolaépítési technika volt ismert, mígnem a római építészetben meg nem jelent a csegely kezdetleges formája, amelyet a bizánciak tökéletesítettek. Alkalmazásának egyik legkorábbi és legnevezetesebb példája az isztambuli Hagia Szophiában látható (felépült 537-ben). A későbbi évszázadokban alkalmazása a kupolaépítészethez kötődött, ennek megfelelően gyakori az iszlám világban, a 12. századi Franciaország egyházi építészetében, majd a reneszánsz és a barokk építészetben is.

## Szerkezeti jellemzők

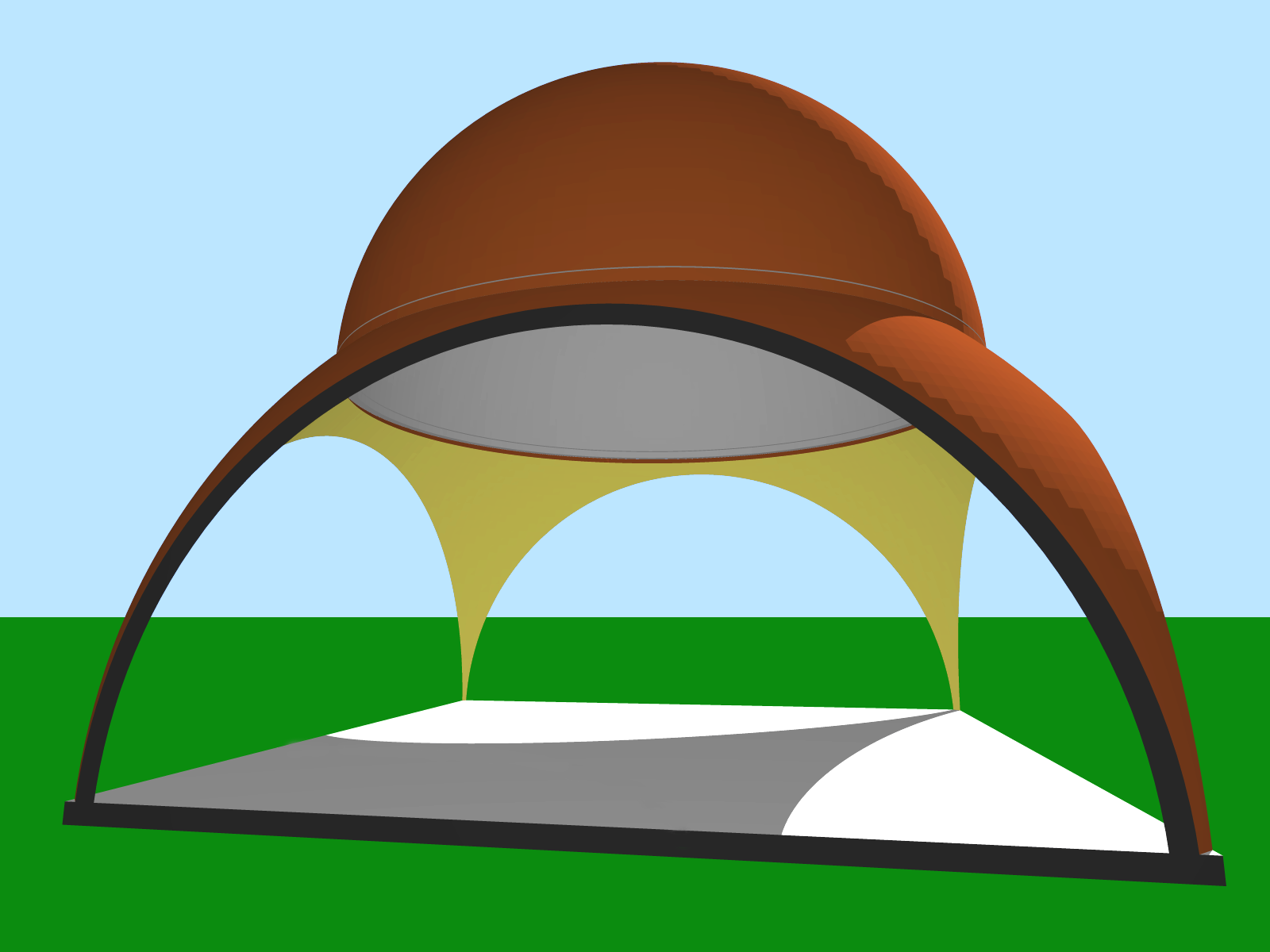
A kupola és a csegelyek szerkezeti rajza
A csegelyek palástját okker, a homlokívet fekete szín jelöli

A csegely legegyszerűbb formájában a csehsüvegboltozatból eredeztethető. Ebben az esetben a kupola alatti térben elhelyezett, a négyzetes kupolatér átlójával megegyező átmérőjű, képzeletbeli félgömbből képezik: a sokszögfalazat mentén függőleges síkban lemetszett gömbszeletek a homlokívek, és ha felettük maradó gömbszeletet egy vízszintes síkkal lemetsszük, megkapjuk a kupola talpkörét, ami a csegelyek felső síkja. Végeredményben a csegely elvékonyodó szárával a sarokpontokon támaszkodó, a kupola talpköre felé homorú ívben terjedő gömbháromszög. Bonyolultabb formájú csegelyek szerkeszthetők hat- vagy nyolcszögletű teret lefedő boltozathoz is.